# Callo (botanica)
Il callo in botanica è una massa disorganizzata di grandi cellule a pareti sottili e con un grosso vacuolo che presentano caratteri di elementi parenchimatici poco o pochissimo specializzati. Si forma in natura per accrescimento e proliferazione di cellule allo scopo di cicatrizzare una eventuale ferita di organo vegetale, sulla superficie della lesione. 

## Colturein vitro

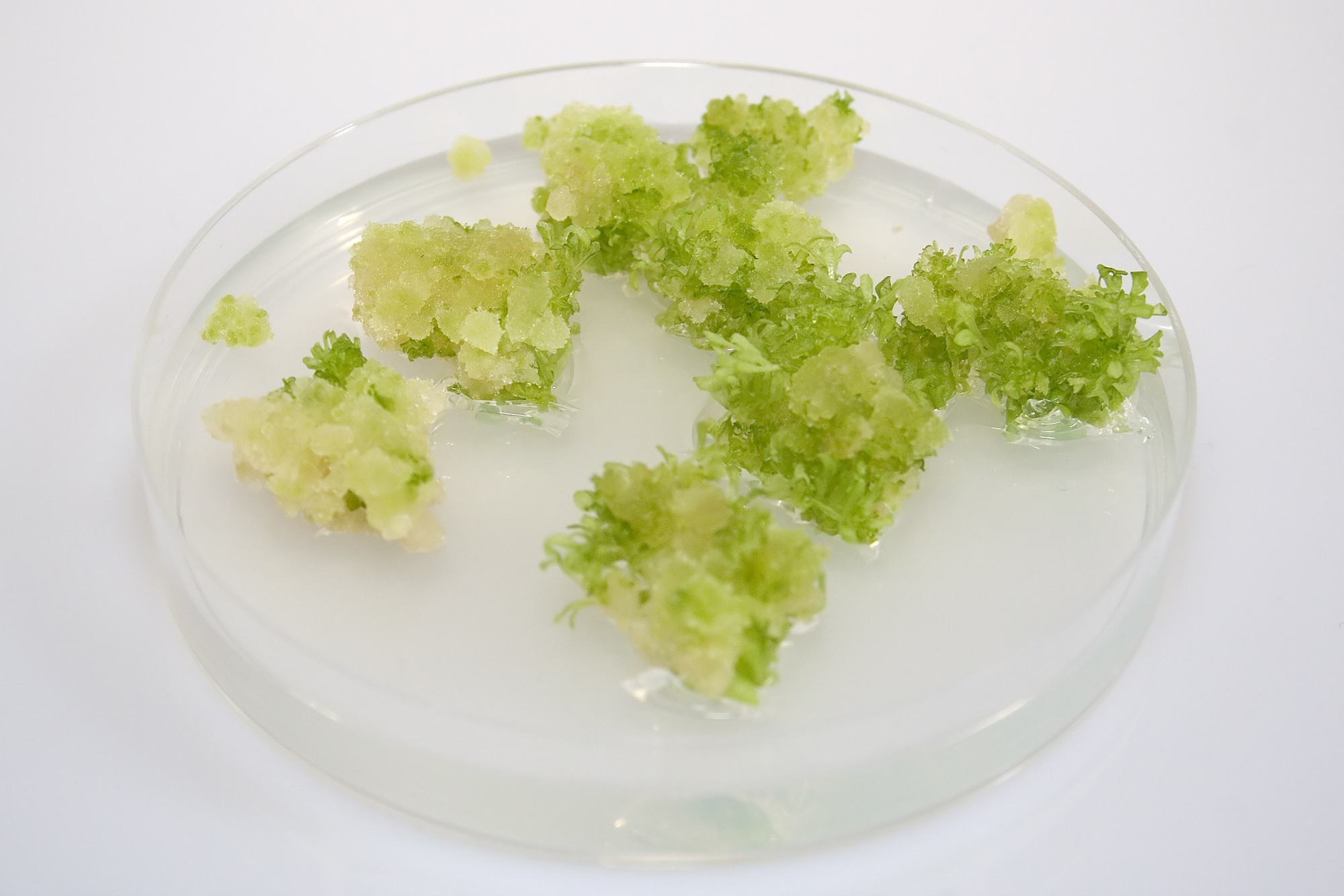
Calli di Nicotiana tabacum

Per scopi di utilità economica, il callo può essere ottenuto artificialmente da tutte le piante e da una qualsiasi parte di pianta, ma i tessuti più usati sono i parenchimi midollari o di riserva. Esso di seguito subisce uno di questi tre trattamenti alternativi: organogenesi, embriogenesi somatica, coltura di cellule in sospensione, finalizzati rispettivamente il primo a ottenere nuovi germogli, il secondo a generare embrioni somatici da ogni singola cellula del callo, il terzo a ricavare metaboliti dalle singole cellule del callo, dissociate e coltivate su un mezzo liquido.